# David Groh
David Lawrence Groh, bardziej znany jako David Groh (ur. 21 maja 1939 w Brooklynie, dzielnicy Nowego Jorku, zm. 12 lutego 2008 w Los Angeles) – amerykański aktor teatralny, telewizyjny i filmowy.

## Życiorys

### Wczesne lata
Urodził się w nowojorskim Brooklynie jako syn architekta i jego żony Mildred. W 1957 ukończył Brooklyn Technical High School w Brooklynie. Studiował literaturę angielską w Brown University. Po kilku latach z amerykańskiego Festiwalu Szekspirowskiego otrzymał stypendium Fulbrighta na studia aktorskie London Academy of Music and Dramatic Art w Anglii. W latach 1963–64 służył w United States Army. Po powrocie do Nowego Jorku, początkowo grywał role w klasycznych sztukach na scenie off-Broadwayu, m.in. w Bądźmy poważni na serio (The Importance of Being Earnest). Uczył się aktorstwa w The Actors Studio. 

### Kariera
W latach 1977–79 występował na scenie Broadwayu jako George Schneider w tragikomedii Neila Simona Rozdział drugi (Chapter Two). Zasłynął w sitcomie CBS Rhoda (1974–77) jako Joe Gerard.
Zmarł w szpitalu w Los Angeles na raka nerki 12 lutego 2008, w wieku 68 lat.

## Filmografia

### Filmy fabularne
- 1980: Sprzedawcy marzeń (The Dream Merchants) jako Rocco Salvatore
- 1987: Gorący strzał (Hotshot) jako Jerry Norton
- 1990: Powrót do Nowego Jorku (The Return of Superfly) jako inspektor Woliński
- 1995: Dorwać małego (Get Shorty) jako Buddy Lupton

### Seriale TV
- 1968: Dark Shadows jako asystent Hangmana
- 1974-77: Rhoda jako Joe Gerard
- 1977: Statek miłości jako Bert Fredericks
- 1983-85: Szpital miejski (General Hospital) jako D.L. Brock
- 1985: Napisała: Morderstwo jako dr Stan Garfield
- 1985: Hotel jako Howard Terrell
- 1990: Napisała: Morderstwo jako Gordon Tully
- 1990: Prawnicy z Miasta Aniołów jako dr Stephen Harbaugh
- 1990: Prawo i bezprawie jako dr Jacob Lowenstein
- 1990: Gliniarz i prokurator jako Robert Burgess
- 1991: Going Places jako Jerry Slaughter
- 1991: Napisała: Morderstwo jako Henry Waverly
- 1994: Prawo i bezprawie jako sędzia Joel Thayer
- 1995: Renegat jako agent FBI William Barnes
- 1995-96: Melrose Place jako Vince Parezi
- 1997: JAG jako Starszy bosman Oficer 'Dad' Harridan
- 1998–2001: V.I.P. jako Don Franco
- 2001: Czarny skorpion (Black Scorpion) jako porucznik Walker
- 2004: Prawo i bezprawie jako dr Jacob Lowenstein